# Toyota Celica GT-Four
La Toyota Celica GT-Four è una versione sportiva della Celica, prodotta dalla casa automobilistica giapponese Toyota in varie versioni, tra 1986 e il 1999 che conquistarono complessivamente sei titoli nel mondiale rally (4 piloti e 2 costruttori) partecipando dal 1988 al 1995.

## Storia

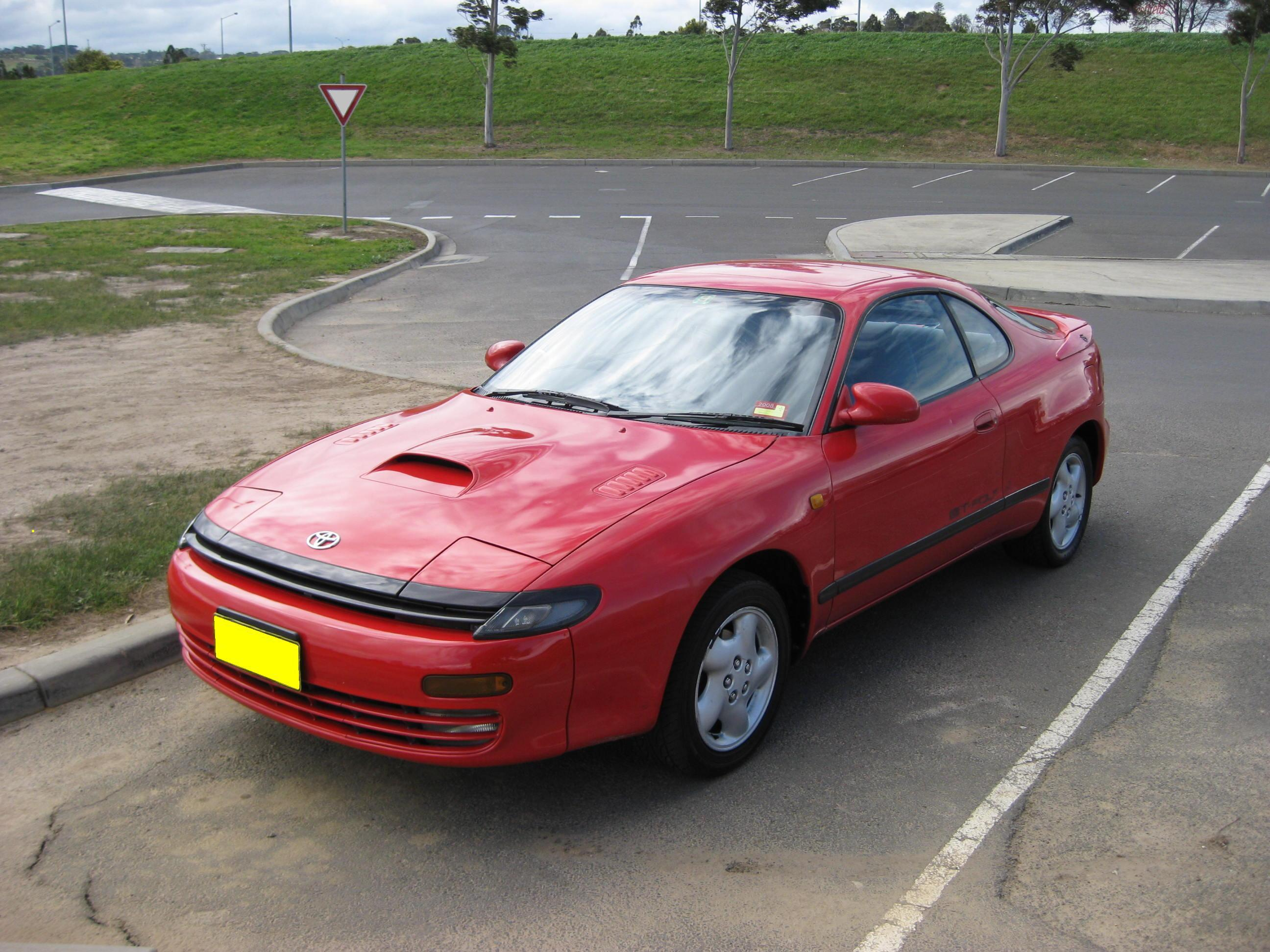
La Toyota Celica GT-Four ST185

Dopo le prime tre generazioni di Celica prodotte a partire dal 1970, con la quarta generazione, introdotta nel 1986, si ebbe una rivoluzione concettuale della vettura stessa con il passaggio dalla trazione posteriore a quella anteriore; non solo, nell'ottobre 1986, nacque la ST165, meglio conosciuta come GT-Four o All-Trac Turbo, che venne equipaggiata con la trazione integrale (da qui il nome) e dal motore 3S-GTE da 2 litri di cilindrata.
Le versioni precedenti della Celica destinate alle corse erano state omologate nel gruppo B ed avevano preso parte soprattutto alle gare di rally raid, ma è con questo modello che Toyota iniziò l'impegno continuativo nel mondiale rally, dopo aver previsto la fabbricazione della GT-Four nel numero di esemplari sufficiente ad ottenere l'omologazione nel Gruppo A.
Seguendo l'evoluzione delle altre versioni Celica, anche per la GT-Four, nel 1989 entrò in produzione la V generazione (ST185), seguita dalla VI (ST205) nel 1994; entrambe vennero utilizzate anche per le competizioni fino al 1996.
Il nome Celica GT Four venne utilizzato dalla casa automobilistica giapponese fino all'introduzione della VII serie di Celica.
L'impiego delle tre diverse versioni della GT-Four nel campionato mondiale rally, ha prodotto sei titoli (quattro piloti e due costruttori) e 30 successi (13 con la ST165, 16 con la ST185 ed uno con la ST205).

## Toyota Celica GT-Four ST165
La Celica GT-Four ST165 (nota anche col nome Toyota Celica GT-4) è una versione elaborata per partecipare al Campionato del mondo rally, campionato in cui ha gareggiato dal 1988 al 1991 vincendo un titolo mondiale.

### Storia
La vettura rappresentò il modello di punta del team ufficiale Toyota nei rally, il Toyota Team Europe, dal campionato del mondo rally 1988, allorché sostituì la Toyota Supra Turbo, che lo era stata sino all'anno precedente.

### Palmarès
- 1 Campionato del mondo piloti (Carlos Sainz nel 1990)

Vittorie nel mondiale rally
Furono 13 i successi di questa vettura nelle cinque stagioni, dal 1988 al 1992, del campionato mondiale rally alle quali questo modello ha partecipato per il team Toyota Motorsport GmbH.
| #  | Anno | Rally                     | Pilota          |
| -- | ---- | ------------------------- | --------------- |
| 1  | 1989 | Rally d'Australia         | Juha Kankkunen  |
| 2  | 1990 | Safari Rally              | Björn Waldegård |
| 3  | 1990 | Rally dell'Acropoli       | Carlos Sainz    |
| 4  | 1990 | Rally della Nuova Zelanda | Carlos Sainz    |
| 5  | 1990 | Rally di Finlandia        | Carlos Sainz    |
| 6  | 1990 | Rally di Gran Bretagna    | Carlos Sainz    |
| 7  | 1991 | Rally di Monte Carlo      | Carlos Sainz    |
| 8  | 1991 | Rally del Portogallo      | Carlos Sainz    |
| 9  | 1991 | Tour de Corse             | Carlos Sainz    |
| 10 | 1991 | Rally della Nuova Zelanda | Carlos Sainz    |
| 11 | 1991 | Rally d'Argentina         | Carlos Sainz    |
| 12 | 1991 | Rally di Catalogna        | Armin Schwarz   |
| 13 | 1992 | Rally di Svezia           | Mats Jonsson    |

## Toyota Celica GT-Four ST185
La Celica GT-Four ST185 (meglio nota con il nome Toyota Celica Turbo 4WD) è una seconda versione elaborata per partecipare al Campionato del mondo rally, campionato in cui ha gareggiato dal 1992 al 1994 vincendo cinque titoli mondiali.

### Storia
La vettura rappresentò il modello di punta del Toyota Team Europe, dal campionato del mondo rally 1992, allorché sostituì la ST165, che lo era stata sino all'anno precedente. Fu sostituita dalla Toyota Celica ST205 che partecipò al campionato 1995 ma fu squalificata con il team ufficiale Toyota Europe alla conclusione del rally di Catalunya. Le GT-Four che troviamo nei primi 10 posti nell'ordine di arrivo del rally di Catalunya '95 (Trelles/Del Buono, Navarra/Casazza) appartenevano a team privati così come tutte quelle che troviamo nelle classifiche dei rally WRC del 1996, 1997 e 1998.

### Palmarès
- 3 Campionati del mondo piloti (Carlos Sainz nel 1992, Juha Kankkunen nel 1993 e Didier Auriol nel 1994)
- 2 Campionati del mondo costruttori (1993 e 1994)

Vittorie nel mondiale rally
Furono 16 i successi di questa vettura nelle tre stagioni, dal 1992 al 1994, del campionato mondiale rally alle quali questo modello ha partecipato per il team Toyota Motorsport GmbH.
A questi si aggiungono 3 successi nella coppa del mondo 2 Litri 1994 (Svezia e Catalogna)  e 1995 (Kenia) prove del mondiale 2 Litri valide come vittorie assolute ma non per il mondiale WRC. Tra il 1994 e il 1996 i due mondiali avevano in comune solo un certo numero di rally, 
| #  | Anno | Rally                     | Pilota         |
| -- | ---- | ------------------------- | -------------- |
| 1  | 1992 | Safari Rally              | Carlos Sainz   |
| 2  | 1992 | Rally della Nuova Zelanda | Carlos Sainz   |
| 3  | 1992 | Rally di Gran Bretagna    | Carlos Sainz   |
| 4  | 1992 | Rally di Catalogna        | Carlos Sainz   |
| 5  | 1993 | Rally di Monte Carlo      | Didier Auriol  |
| 6  | 1993 | Rally di Svezia           | Mats Jonsson   |
| 7  | 1993 | Safari Rally              | Juha Kankkunen |
| 8  | 1993 | Rally d'Argentina         | Juha Kankkunen |
| 9  | 1993 | Rally di Finlandia        | Juha Kankkunen |
| 10 | 1993 | Rally d'Australia         | Juha Kankkunen |
| 11 | 1993 | Rally di Gran Bretagna    | Juha Kankkunen |
| 12 | 1994 | Rally del Portogallo      | Juha Kankkunen |
| 13 | 1994 | Safari Rally              | Ian Duncan     |
| 14 | 1994 | Tour de Corse             | Didier Auriol  |
| 15 | 1994 | Rally d'Argentina         | Didier Auriol  |
| 16 | 1994 | Rally di Sanremo          | Didier Auriol  |

## Toyota Celica GT-Four ST205
La Celica GT-Four ST205 fu la terza ed ultima versione della GT-Four, elaborata per partecipare al Campionato del mondo rally, con questa vettura Juha Kankkunen nel mondiale 1994 al RAC di Gran Bretagna conquistò gli ultimi 17 punti della classifica costruttori per la Toyota permettendo al team di concludere al comando a +11 p. dalla Subaru (*). 
Nella stessa gara, Auriol con la ST185 concluse sesto e conquistò il mondiale piloti prima ancora di tagliare il traguardo per l'uscita di Sainz. 
La GT4 ST205 ha gareggiato senza poter concludere un'intera stagione con il team ufficiale, vincendo una gara, nel 1995 e conquistando sempre il podio tranne che nella gara di esordio. 
Fu squalificata con il team ufficiale prima del termine della stagione 1995 e poi per tutto il 1996. Dal 1997 non fu poi possibile omologarla nel nuovo campionato WRC che sostituiva il gruppo A. Fu comunque la vettura di gruppo A che ottenne la miglior percentuale di podi (25,6%) e di vittorie in rapporto alle partenze in tutte le competizioni a cui partecipò https://www.ewrc-results.com/cars/123-toyota-celica-gt-four-st205/. 
La GT4 ST205 gruppo A del 1994 era dotata di un motore che a parità di potenza imposta dal regolamento, 300 cv, disponeva di una coppia max di 500 Nm (51 Kgm) superiore a quella dei propulsori delle vetture degli altri team ufficiali e aveva anche un nuovo sistema antilag per compensare il ritardo di risposta del turbo. Ma quasi subito la FIA impose una limitazione che livellava verso il basso le prestazioni motoristiche e vanificava almeno in parte l‘incremento di coppia di 40 Nm (4.1 Kgm) del motore 3S-GTE nel modello ST205 gruppo A. 
Il debutto avvenne nell'ottobre 1994 al Rally di Sanremo, penultima gara del campionato. Dopo l’ultima gara del 1994 conclusasi con la conquista del mondiale costruttori la vettura fu la più assidua frequentatrice del podio ma non disputò l'intero mondiale 1995, perché il Team Toyota fu squalificato durante il rally di Catalunya per la manomissione della flangia da 34 mm che limitava l‘afflusso di aria al turbocompressore, imposta dalla FIA a partire dal 1995 in sostituzione di quella precedente da 38 mm. 
Prima della squalifica, dopo il rally Australia 1995 la classifica piloti era la seguente: 1) Juha Kankkunen (Toyota Celica GT Four ST205) 62 p., 2) Colin McRae (Subaru Impreza 555) 55 p., 3) Didier Auriol (Toyota Celica GT Four ST205) 51 p., 4) Carlos Sainz (Subaru Impreza 555) 50 p., 5) Kenneth Eriksson (Mitsubishi Lancer Evo II/III) 48 p., 6) Tommi Makinen (Mitsubishi Lancer Evo II/III) 38 p., 7) Francois Delecour (Ford Escort RS Cosworth) 36 p., . I piloti furono anch'essi squalificati (solo per il 1995) e non poterono difendere il titolo. Dal 1996 con 12 mesi di squalifica inflitti al team ufficiale Toyota, i piloti poterono partecipare solo con GT4 ST205 dei team privati. Nell‘ordine di arrivo di tutti i rally del mondiale 1996 tra i team privati furono sempre le Toyota Celica GT Four ST205 a prevalere tranne che in Australia. Una situazione analoga non si verificò mai in 10 anni di mondiale gruppo A (1987-1996).
Nello stesso anno la ST205 conquistò il campionato europeo con Armin Schwartz e due gare del mondiale FIA 2litri detto 2-Litre Cup o W2L, in Portogallo e Gran Bretagna con Rui Madeira e Armin Schwartz.
Nel 1997 al termine della squalifica, la Celica GT Four ST205 fu bloccata definitivamente dalla FIA con il nuovo regolamento WRC. Il modello sportivo WRC per essere omologato doveva derivare da un modello di serie che doveva appartenere a una gamma di vetture prodotte in almeno 25.000 unità all‘anno. La Toyota (a differenza della Ford che dovette chiedere una proroga alla FIA per l'utilizzo della Escort a fine produzione fino al lancio e successiva omologazione della Focus), avendo già in produzione un modello di lunghezza superiore a 4 m utilizzò la Corolla. Anche nel ‘97 le Celica GT Four ST205 continuarono nel WRC solo con i team privati e tra questi prevalsero in 8 dei 12 rally mondiali a cui parteciparono su un totale di 14.
Nel 1998 la Celica GT Four ST205 affiancata alla nuova Corolla WRC vinse la prima edizione della coppa del mondo per team privati (FIA Teams Cup) con la scuderia italiana H.F. Grifone . Schierata solo in tre occasioni dal team italiano nella manifestazione inserita nel WRC, la ST205 si impose tra tutti i privati in Svezia (Marcus Gronholm) e poi nella categoria specifica in Portogallo (Rui Madeira) e giunse seconda in Finlandia (Markko Märtin).
Nel 1999 senza alcuna possibilità di omologazione da gruppo A a WRC la Toyota cessò definitivamente la produzione del modello GT Four anche nel mercato giapponese dove era ancora presente la versione JDM.

### Palmarès
Vittorie nel mondiale rally
(*) Gli ultimi 17 punti del mondiale costruttori del 1994 furono ottenuti dalla ST205 di Kankkunen perché veniva conteggiato solo il punteggio del primo classificato di ogni squadra con l‘aggiunta di 2 p. se terminava dal secondo al settimo posto e 1p. se terminava ottavo.
Quest'ultima versione della Gt-Four colse un successo nel mondiale e 13 podi, compresi quelli ottenuti da team privati dopo la squalifica di quello ufficiale nel 1995.
A questi si aggiungono 2 successi nella coppa del mondo 2 Litri 1996 (Portogallo e Gran Bretagna) prove del mondiale 2 Litri valide come vittorie assolute ma non per il mondiale WRC. Tra il 1994 e il 1996 i due mondiali avevano in comune solo un certo numero di rally,
| # | Anno | Rally         | Pilota        |
| - | ---- | ------------- | ------------- |
| 1 | 1995 | Tour de Corse | Didier Auriol |